# Ferdo Šišić
Ferdo Šišić (9 de marzo de 1869-21 de enero de 1940) fue un historiador croata, figura fundacional de la historiografía croata del siglo XX. Sus contribuciones más importantes se centraron en la Alta Edad Media croata.

## Biografía
Šišić nació en Vinkovci. Después de graduarse de la escuela integral en Zagreb en 1888, estudió en la Facultad de Filosofía de la Universidad de Zagreb, obteniendo un diploma de maestro en el verano de 1892. Trabajó como profesor en escuelas secundarias en Gospić de 1892 a 1893, Zagreb de 1893 a 1894, Osijek de 1894 a 1902 y nuevamente en Zagreb de 1902 a 1906.
Šišić continuó sus estudios en Viena, donde conoció a personas que influyeron en su vocación, entre ellas Vatroslav Jagić. Šišić regresó a Zagreb después del sexto semestre y asistió a las conferencias de Tadija Smičiklas y Tomislav Maretić.
En 1900 obtuvo su doctorado en la Universidad de Zagreb con la obra «Zadar y Venecia de 1159 a 1247». En 1902 obtuvo su habilitación con la obra «Miha Madijev de Barbezanis» y se convirtió en profesor adjunto privado de historia croata del siglo XII al xv (es decir, hasta 1409). Fue suspendido en 1908, pero recontratado en 1909 como profesor universitario eventual. En 1910 se convirtió en miembro de la Academia Yugoslava de Ciencias y Artes. Trabajó ininterrumpidamente como profesor universitario hasta el semestre de verano de 1937/38, antes de jubilarse debido a una afección cardíaca y a conflictos políticos entre los estudiantes de la Universidad de Zagreb. Falleció el 21 de enero de 1940 en Zagreb.

## Historiador
Como científico, Šišić se interesó principalmente por la historia de la Alta Edad Media en Croacia. Su obra más importante es la Povijest Hrvata u vrijeme narodnih vladara. Su obra más popular es el Panorama de la Historia del Pueblo Croata , editado por Jaroslav Šidak y ampliamente utilizado durante casi cinco décadas. La Povijest Hrvata za kraljeva iz doma Arpadovića (1102.-1301.), una compilación inacabada publicada tras su muerte, generalmente se considera inferior a su obra maestra.
Otros libros notables de Šišić son la importante monografía sobre Hrvoje Vukčić Hrvatinić y una edición crítica de las Ljetopis popa Dukljanina. Sus compilaciones de la historia croata de períodos posteriores (del siglo XV al xix) no son tan valiosas como su historia trascendental de la Alta Edad Media croata. Particularmente valioso es su manual sobre las fuentes de la historia croata Priručnik izvora hrvatske historije, publicado en 1913, así como la única presentación de la historiografía croata hasta la fecha Hrvatska historiografija od XVI do XX stoljeća (publicada en Jugoslovenski istorijski časopis).
La obra de Ferdo Šišić se caracteriza por un enfoque sistemático, objetivo e informado. Su obra, sin embargo, es la cumbre de la "historia genética" o el enfoque archivista, que teje pacientemente el tapiz del período elegido sin caer en las especulaciones a veces necesarias para llenar los vacíos que dejan los materiales de archivo. Asimismo, la historiografía croata no se vio dominada por el enfoque multidisciplinar que combina demografía, culturología, historia de la economía y del arte hasta la segunda mitad del siglo XX, lo que sitúa a Šišić en la posición de un clásico que sentó bases inestimables, pero que no puede ser un modelo a seguir para la ciencia histórica contemporánea.

## Político y archivista
Šišić participó activamente en la política como miembro de la Coalición croato-serbia de 1908 a 1917. Sus biógrafos a veces hablan de su inconstancia política, sus ambiciones materiales, su carácter débil y su oportunismo. Sin embargo, su carrera política no es particularmente significativa. Su contribución más duradera a la cultura y la ciencia croatas reside en su gigantesca y minuciosa obra historiográfica, que incluye más de 450 obras.
Otro aspecto relevante de su obra es la biblioteca personal que creó durante su vida, con más de 20.000 títulos (libros, artículos y colecciones historiográficas). Tras su fallecimiento, estos libros se convirtieron en la parte más valiosa de la colección del Archivo Estatal Croata en Zagreb. Como archivista experto, Šišić recopiló diligentemente materiales de numerosas colecciones en Croacia, pero también en Hungría, Austria, Gran Bretaña, Francia, Italia, Bélgica, República Checa y Eslovaquia.

## Obras
- Bitka na krbavskom polju: (11. rujna 1493.): u spomen četiristagodišnjice toga dogadjaja: istorijska rasprava, Zagreb, 1893.
- Bitka kod Nikopolja: (25. septembra 1396.): historijska rasprava, Zagreb, 1896.
- Vojvoda Hrvoje Vukčić Hrvatinić i njegovo doba: (1350-1416), Zagreb, 1902.
- O smrti hrvatskoga kralja Zvonimira, Zagreb, 1905.
- Hrvatska povijest. Dio 1. Od najstarijih vremena do god. 1526., Zagreb, 1906.
- Hrvatska povijest. Dio 2. Od godine 1526. do godine 1790., Zagreb, 1908.
- Herceg-Bosna prigodom aneksije: geografsko-etnografsko-historička i državopravna razmatranja: predavao u Ljubljani dne 14. stud. 1908. dr. Ferdo pl. Šišić, kr. sveuč. profesor i narodni zastupnik za kotar vinkovački, Zagreb, 1908.
- O hrvatskom jeziku i o uvrštenju hrvatskih govora u dnevnike zajedničkoga sabora i delegacije: izvještaj učinjen po zaključku hrvatske delegacije na zajedničkom saboru, Zagreb, 1911.
- Hrvatski saborski spisi = Acta comitialia regni Croatiae, Dalmatiae et Slavoniae / uredio Ferdo Šišić, 5 sv. (sv. 1, Od godine 1526. do godine 1536., 1912.; sv. 2, Od godine 1537. do godine 1556.: dodatak: 1526. – 1539.,  1915.; sv. 3, Od godine 1557. do godine 1577., 1916.; sv. 4, Od godine 1578. do godine 1608.: dodatak od 1573. – 1605., 1917.; sv. 5, Od godine 1609. do 1630. godine: s dodatkom od god. 1570. do god. 1628., 1918.), Zagreb, 1912. – 1918.
- Hrvatska povijest. Dio 3. Od godine 1790. do godine 1847., Zagreb, 1913.
- Priručnik izvora hrvatske historije, Zagreb, 1914.
- Dokumenti o postanku Kraljevine Srba, Hrvata i Slovenaca 1914.-1919., Zagreb, 1920.
- Pregled povijesti hrvatskoga naroda od najstarijih dana do 1. decembra 1918., Zagreb, 1920.
- Biskup Štrosmajer i južnoslovenska misao: prvi deo, Belgrado, 1922.
- Povijest Hrvata u vrijeme narodnih vladara, Zagreb, 1925.
- Kvaternik: (Rakovačka buna), Zagreb, 1926.
- Letopis popa Dukljanina, Zagreb, 1928.
- Korespondencija Rački-Strossmayer: 1 : od 6. okt. 1860. do 28. dec. 1875.: o stogodišnjici rođenja Franje Račkoga izdala Jugoslavenska akademija znanosti i umjetnosti, Zagreb, 1928.
- Korespodencija Rački-Strossmayer: 2 : od 6. jan. 1876. do 31. dec. 1881.: o stogodišnjici rođenja Franje Račkoga izdala Jugoslavenska akademija znanosti i umjetnosti, Zagreb, 1928.
- Korespondencija Rački-Strossmayer: 3 : od 5. jan. 1882. do 27. juna 1888.: o stogodišnjici rođenja Franje Račkoga izdala Jugoslavenska akademija znanosti i umjetnosti, Zagreb, 1930.
- Korespondencija Rački-Strossmayer: 4 : od 2. jula 1888. do 15. februara 1894.: o stogodišnjici rođenja Franje Račkoga izdala Jugoslavenska akademija znanosti i umjetnosti, Zagreb, 1931.
- Predratna politika Italije i postanak Londonskog pakta (1870-1915), Split, 1933.
- Iz Strossmayerove korespondencije 1862., Zagreb, 1934.
- Bosna i Hercegovina za vezirovanja Omer-Paše Latasa: (1850-1852), Belgrado, 1938.
- Podrijetlo Gajeva roda, Zagreb, 1939.
- Politika Habsburgovaca spram Hrvata do Leopolda I., Zagreb, 1939.